# Імовірний інтервал
Імові́рний інтерва́л (англ. credible interval) у баєсовій статистиці — це інтервал в області визначення апостерірного розподілу ймовірності або передбачуваного розподілу, що застосовується для інтервальної оцінки. Його узагальненням для багатовимірних задач є імові́рний регіо́н (англ. credible region). Імовірні інтервали аналогічні довірчим інтервалам у частотній статистиці, хоча вони й різняться філософськими засадами; баєсові інтервали трактують свої межі як фіксовані, а оцінюваний параметр як випадкову змінну, тоді як частотні довірчі інтервали трактують свої межі як випадкові змінні, а параметр — як фіксовану величину.
Наприклад, в експерименті, що визначає розподіл невизначеності параметра {\displaystyle t}, якщо ймовірністю того, що {\displaystyle t} лежить між 35 та 45, є 0.95, то {\displaystyle 35\leq t\leq 45} є 95-відсотковим імовірним інтервалом.

## Вибір імовірного інтервалу
Імовірні інтервали не є унікальними на апостеріорному розподілі. Методи визначення зручних імовірних інтервалів включають:
- Обрання найвужчого інтервалу, що для одномодового розподілу охопить значення із найбільшою густиною ймовірності, включно з модою. Його іноді називають інтерва́лом найви́щої апостеріо́рної густини́ (англ. highest posterior density interval).
- Обрання інтервалу, для якого ймовірність знаходження перед ним є настільки ж правдоподібною, як і знаходження після нього. Цей інтервал включатиме медіану. Його іноді називають рівнохво́стим інтерва́лом (англ. equal-tailed interval).
- За умови існування середнього значення, обрання інтервалу, для якого середнє значення є центральною точкою.

Є можливим сформулювати вибір імовірного інтервалу в теорії рішень, і в цьому контексті оптимальний інтервал завжди буде множиною найбільшої густини ймовірності.

## Відмінності від довірчого інтервалу
Частотний 95-відсотковий довірчий інтервал (англ. confidence interval) означає, що при великій кількості повторюваних проб 95% обчислюваних таким чином довірчих інтервалів включатимуть істинне значення параметра. Ймовірність того, що параметр знаходиться всередині заданого інтервалу (скажімо, 35—45), є або 0, або 1 (не випадковий невідомий параметр є або там, або ні). Із частотної точки зору параметр є фіксованим (не може розглядатися як такий, що має розподіл можливих значень), а довірчий інтервал є випадковим (оскільки він залежить від випадкової вибірки). Антельман (1997, С. 375) резюмує, що [95-відсотковий] довірчий інтервал це «… один інтервал, що згенеровано процедурою, яка даватиме правильні інтервали в 95% випадків».
У загальному випадку баєсові ймовірні інтервали не приймають однакового значення з частотними довірчими інтервалами, з двох причин:
- імовірні інтервали включають контексту інформацію з апріорного розподілу, що враховує характерні особливості задачі, тоді як довірчі інтервали ґрунтуються лише на даних;
- імовірні інтервали та довірчі інтервали трактують завадні параметри[en] докорінно відмінними шляхами.

У випадку єдиного параметра, та даних, що може бути зведено до єдиної достатньої статистики, може бути показано, що імовірні інтервали та довірчі інтервали дійсно прийматимуть однакове значення, якщо невідомий параметр є коефіцієнтом зсуву (тобто послідовна функція ймовірності має вигляд {\displaystyle \mathrm {Pr} (x|\mu )=f(x-\mu )} ) з апріорним, що є рівномірним пласким розподілом; а також якщо невідомий параметр є коефіцієнтом масштабу (тобто послідовна функція ймовірності має вигляд {\displaystyle \mathrm {Pr} (x|s)=f(x/s)} ) з апріорним розподілом Джеффріса {\displaystyle \mathrm {Pr} (s|I)\;\propto \;1/s} — крайнє з тієї причини, що взяття логарифма такого коефіцієнту масштабу перетворює його на коефіцієнт зсуву з рівномірним розподілом. Але ці випадки є виразно особливими (хоча й важливими); в цілому ж встановити таку еквівалентність неможливо.